# Photoscotosia fulguritis
Photoscotosia fulguritis là một loài bướm đêm trong họ Geometridae.